# العرضحالجي (مسلسل)
العرضحالجي مسلسل درامي مصري، تم إنتاجه عام 1992، من إخراج رائد لبيب وتمثيل فريد شوقي ومحمد هنيدي وكريمة مختار ووائل نور وشيرين سيف النصر .